# Christopher Grotheer
Christopher Grotheer (ur. 31 lipca 1992 w Wernigerode) – niemiecki skeletonista, mistrz olimpijski (2022), pięciokrotny medalista mistrzostw świata, sześciokrotny medalista mistrzostw świata juniorów.

## Kariera
Skeleton uprawia od 2007 roku. W 2010 roku rozpoczął starty w Pucharze Europy, zaś rok później w Pucharze Interkontynentalnym. W 2012 roku wziął udział w obu rozegranych w Igls mistrzostwach świata juniorów: na tych pierwszych zdobył srebrny medal, natomiast na tych drugich złoty medal. 8 listopada tego roku zadebiutował i zarazem zdobył pierwsze punkty w Pucharze Świata zajmując na rozgrywanych w Lake Placid zawodach sezonu 2012/2013 14. miejsce, z kolei 7 grudnia zaliczył pierwsze pucharowe podium, kiedy to na zorganizowanych w Winterbergu zawodach zajął 3. miejsce, przegrywając tylko z Łotyszem Martinsem Dukursem i Rosjaninem Aleksandrem Trietjakowem. Rok później pojawił się na mistrzostwach Europy w Igls, na których był szósty, a także na mistrzostwach świata w Sankt Moritz, które przyniosły mu indywidualne 16. miejsce. W 2014 roku, na mistrzostwach świata juniorów w Winterbergu wywalczył srebrny medal.
W 2015 roku wziął udział w mistrzostwach Niemiec, na których zdobył brązowy medal, w mistrzostwach Europy w La Plagne, na których zajął 4. miejsce, w mistrzostwach świata juniorów w Altenbergu, z których przywiózł zdobyty ex aequo z Rosjaninem Nikitą Triegubowem złoty medal, a także w mistrzostwach świata w Winterbergu, na których był piąty w konkurencji indywidualnej oraz wywalczył srebrny medal w konkurencji drużynowej, gdzie jego drużyna, współtworzona przez Anję Schneiderheinze-Stöckel, Franziskę Bertels, Anję Huber, Johannesa Lochnera i Gregora Bermbacha rozdzieliła na podium kolejną ekipę z Niemiec i ekipę rosyjską. W następnym roku wystartował w mistrzostwach Niemiec, na których wywalczył brązowy medal.
7 stycznia 2017 roku odniósł pierwsze zwycięstwo w Pucharze Świata, pokonując na rozgrywanych w Altenbergu zawodach sezonu 2016/2017 Martinsa Dukursa i swojego rodaka Axela Jungka. W tym samym roku pojawił się także na mistrzostwach Europy w Winterbergu, na których był czwarty oraz na mistrzostwach świata w Königssee, które przyniosły mu 6. miejsce w konkurencji indywidualnej i srebrny medal w konkurencji drużynowej, w której jego drużyna, współtworzona przez Stephanie Schneider, Lisę Buckwitz, Nica Walthera, Philippa Wobeto i Tinę Hermann rozdzieliła na podium kolejną ekipę z Niemiec i ekipę międzynarodową. W 2018 roku wystartował w igrzyskach olimpijskich w Pjongczangu, na których zajął 8. miejsce oraz w mistrzostwach Europy w Igls, z których przywiózł 4. miejsce.
W 2019 roku pojawił się na mistrzostwach Europy w Igls, na których zajął 11. miejsce, a także na mistrzostwach świata w Whistler, na których zajął 4. miejsce w konkurencji indywidualnej oraz zdobył złoty medal w konkurencji drużynowej, w której jego drużyna, współtworzona przez Annę Köhler, Lisę Gericke, Sophię Griebel, Johannesa Lochnera i Marca Rademachera pokonała ekipę z Kanady i jedną z ekip amerykańskich. W lutym 2020 roku zdobył złoty medal w rywalizacji indywidualnej podczas mistrzostw świata w Altenbergu. Rok później, podczas czempionatu rozgrywanego w tym samym miejscu zdołał obronić tytuł mistrza świata, dodając do tego kolejny tytuł w rywalizacji drużynowej.

## Osiągnięcia

### Igrzyska olimpijskie
| Rok  | Miejsce    | Lokata |
| ---- | ---------- | ------ |
| 2018 | Pjongczang | 8.     |
| 2022 | Pekin      | 1.     |

### Mistrzostwa świata
| Rok  | Miejsce      | Lokata |
| ---- | ------------ | ------ |
| 2013 | Sankt Moritz | 16.    |
| 2015 | Winterberg   | 5.     |
| 2017 | Königssee    | 6.     |
| 2019 | Whistler     | 4.     |
| 2020 | Altenberg    | 1.     |
| 2021 | Altenberg    | 1.     |

### Mistrzostwa Europy
| Rok  | Miejsce      | Lokata |
| ---- | ------------ | ------ |
| 2013 | Igls         | 6.     |
| 2015 | La Plagne    | 4.     |
| 2017 | Winterberg   | 4.     |
| 2018 | Igls         | 4.     |
| 2019 | Igls         | 11.    |
| 2021 | Winterberg   | 8.     |
| 2022 | Sankt Moritz | 3.     |

### Mistrzostwa świata juniorów
| Rok  | Miejsce    | Lokata |
| ---- | ---------- | ------ |
| 2012 | Igls       | 2.     |
| 2013 | Igls       | 1.     |
| 2014 | Winterberg | 2.     |
| 2015 | Altenberg  | 1.     |

### Puchar Świata
| Sezon     | Lokata |
| --------- | ------ |
| 2012/2013 | 8.     |
| 2013/2014 | 27.    |
| 2014/2015 | 8.     |
| 2015/2016 | 18.    |
| 2016/2017 | 5.     |
| 2017/2018 | 6.     |
| 2018/2019 | 12.    |
| 2019/2020 | -      |
| 2020/2021 | 4.     |
| 2021/2022 | 3.     |